# Rhynchostegiopsis costaricensis
Rhynchostegiopsis costaricensis är en bladmossart som beskrevs av H. Robinson och O. Griffin 1975. Rhynchostegiopsis costaricensis ingår i släktet Rhynchostegiopsis och familjen Hookeriaceae. Inga underarter finns listade i Catalogue of Life.